# Hayman Island
Hayman Island ist eine der nördlichsten Inseln der Cumberland Islands, damit Teil der Whitsunday Islands von Queensland, Australien. Die etwa 4 km² große Insel wurde 1866 von der HMS Salamander aus entdeckt, als nach der Norddurchfahrt durch die Whitsunday Islands gesucht wurde. Sie ist eine der luxuriösen Hotelinseln dieses Archipels.

## Flora und Fauna
Hayman Island verfügt über Fichtenwald, tropischen Regenwald und Eukalyptusbäume sowie am Strand wachsende Kokospalmen. In den Gewässern rund um die Insel gibt es Meeresschildkröten, Korallenfische, Stachelrochen und Delfine. Zwischen Juni und September kommen Buckelwale zum Kalben in die Region. 
Der Zyklon Debbie fügte der Insel und dem Hotelressort 2017 massive Schäden zu. 

## Touristische Informationen
Die Insel kann täglich per Schiff von Hamilton Island  oder vom an der Küste Queenslands gelegenen Shute Harbour erreicht werden. Weiterhin werden Hubschrauber-Transfers oder Anreisen mit dem Wasserflugzeug angeboten. Auf ihr befindet sich ein Luxushotel mit ausgedehnter Anlage. Heute wird das Hotel von der britischen InterContinental Hotels Group gemanagt. Das Unternehmen steckte nach dem Zyklon Debbie im  Jahr 2017 135 Millionen australische Dollar in die Renovierung der Anlage.  
Die Lufttemperatur beträgt durchschnittlich 27 °C, die des Wassers ganzjährig über 20 °C, weswegen Hayman Island das ganze Jahr von Touristen aufgesucht wird.
Auf der Insel wird dem Tauch-, Wasser- und Angelsport nachgegangen, ebenso wie dem Tennis-, Squash-, Badminton- und Beachvolleyballsport. Auf weitere Inseln oder ins Great Barrier Reef können Ausflüge unternommen werden. Wenn die Wale in den Buchten kalben, kann in der Zeit von Juni bis September Whale Watching betrieben werden. Es gibt verschiedene beschilderte Wanderwege mit Aussichtspunkten.